# Lucanus barbarossa
A Lucanus barbarossa , comummente conhecida como vaca-ruiva ou lucano (não confundir com a espécie Lucanus cervus, que com ela partilha este nome), é uma espécie de insetos coleópteros polífagos pertencente à família Lucanidae.
A autoridade científica da espécie é Fabricius, tendo sido descrita no ano de 1801.
Trata-se de uma espécie presente no território português.